# Lampetis flavocincta
Lampetis flavocincta es una especie de escarabajo del género Lampetis, familia Buprestidae. Fue descrita científicamente por Kerremans en 1894.